# Leucania herrichi
Leucania herrichi là một loài bướm đêm trong họ Noctuidae.